# Blepephaeus marmoratus
Blepephaeus marmoratus är en skalbaggsart som först beskrevs av Heller 1934.  Blepephaeus marmoratus ingår i släktet Blepephaeus och familjen långhorningar.
Artens utbredningsområde är Filippinerna. Inga underarter finns listade.